# مهرجان المقاطعة

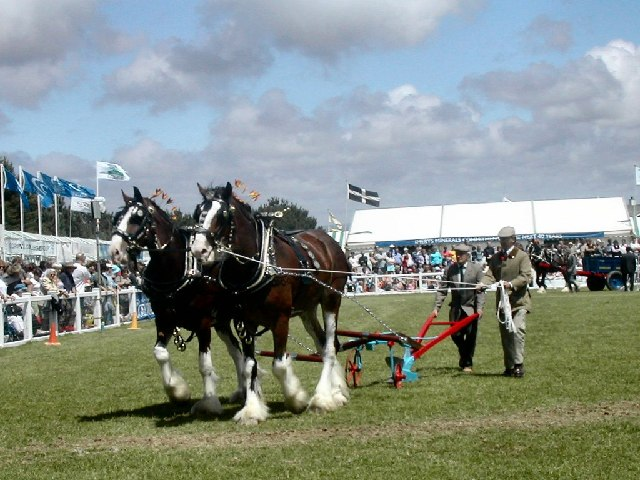
الحلقة الرئيسية في مهرجان رويال كورنوال في يونيو 2004

مهرجان المقاطعة هوعرض زراعي يقام صيفا في المملكة المتحدة في الهواء الطلق، . ويشتمل على مسابقات تمنح جوائزها بواسطة القضاة، ومما يتيح للمزارعين والمربين بالتباهي بماشيتهم ومحاصيلهم. وتعرِض العديد من الأكشاك التجارية أحدث الآلات الزراعية والأعلاف والأسمدة والمنتجات الزراعية الأخرى. وتضاف أكشاك وأنشطة تجارية أخرى لجعل المعارض أكثر جاذبية للسكان المحليين والزوار. ويتميزالمهرجان باقامة، سباق قفز الحواجز ، ومدينة ملاهي، والصيد بالصقور ، والعروض العسكرية ومعرض للطعام.

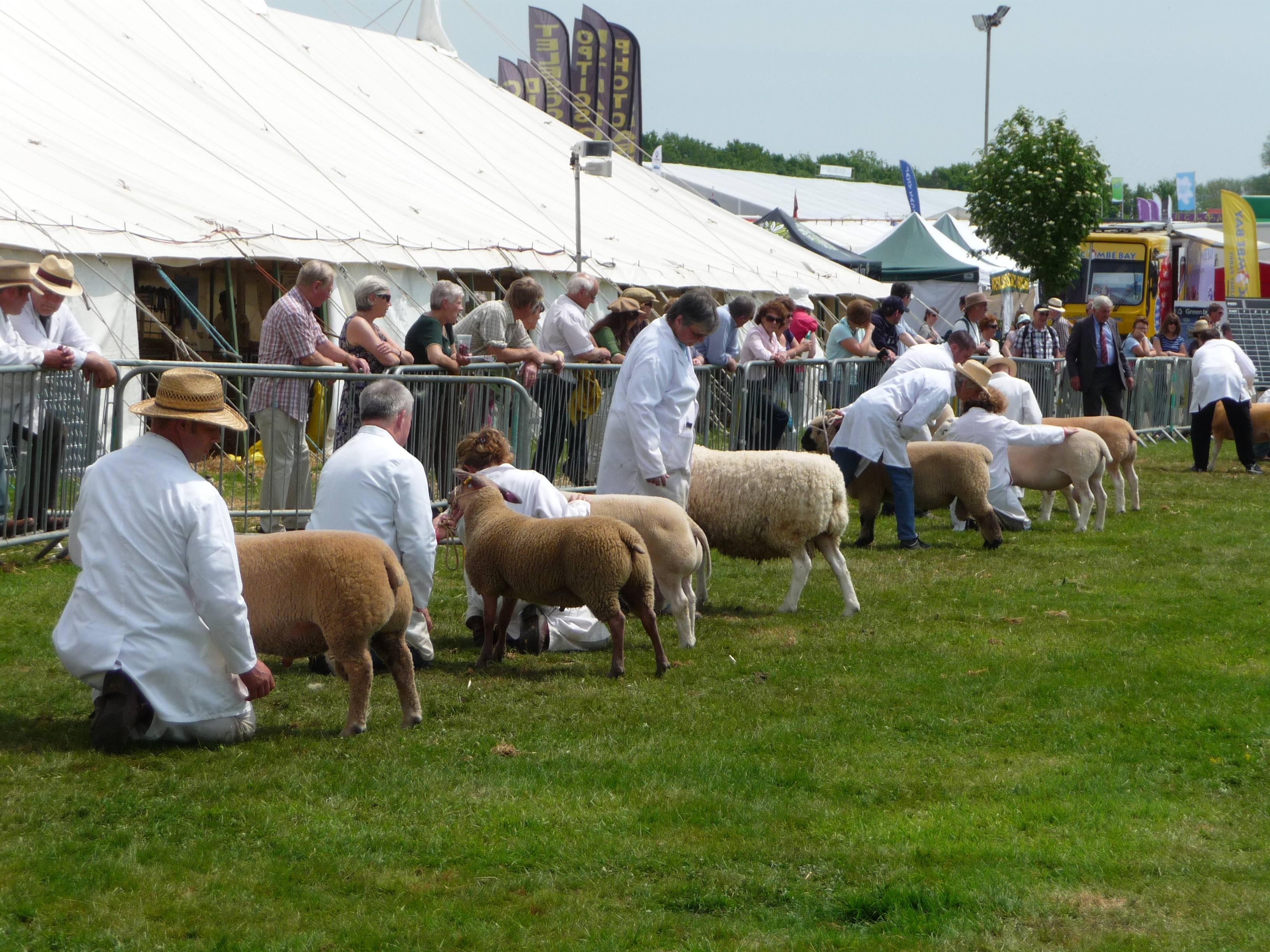
تحكيم مسابقة الأغنام في ديفون كاونتي شو 2010

كان يقام المهرجان في مواقع مختلفة كل عام في السنوات الأولى، ولكن بدأت الجمعيات الزراعية المحلية في الستينيات بشراء الأراضي لإنشاء أماكن مخصصة للمهرجان. وبني أول مكان مخصص للمهرجان في هاروغيت حيث أقيم معرض يوركشاير العظيم.
وتشارك أكبر المقاطعات بعروض خاصة لكل منها :كعرض مقاطعة بيركشاير الملكية، وشيشاير، ورويال كورنوال الزراعي، وديفون كاونتي، وكينت كاونتي، وويستمورلاند كاونتي،    ودورست، وهامبشاير، وهيرتفوردشاير، ولانكشاير، ونورفولك، ونوتنغهامشير، وستافوردشاير، وسوفولك، وساري. ويقام معرض يوركشاير العظيم في يوركشاير الذي يُزعم أنه أكبر معرض زراعي لمدة ثلاثة أيام في إنجلترا. 
وفي المقابل، وحدت بعض المقاطعات جهودها وأنشأت عروض مثل: عرض المقاطعات الثلاث (جلوسيسترشاير وهيرفوردشير ووسترشاير) ، ومعرض شرق إنجلترا (كامبريدجشير ونورثامبتونشاير) ، وعرض رويال ويلز، وعرض رويال هايلاند، وعرض جنوب إنجلترا (ساسكس)، و عرض ذا رويال باث والعرض الغربي (سومرست ويلتشير) وعرض ذا ناو ديفنكت — الأضخم على الإطلاق، والذي عقد في كينيلورث، وارويكشاير وشمل كل البلاد .

## روابط خارجية
- دليل للمعارض والمعارض في مقاطعة المملكة المتحدة